# Vicia sativa subsp. sativa
Vicia sativa subsp. sativa é uma subespécie de planta com flor pertencente à família Fabaceae. 
A autoridade científica da subespécie é L., tendo sido publicada em Sp. Pl. 736 (1753).
Os seus nomes comuns são ervilhaca-comum, ervilhaca-mansa ou ervilhaca-vulgar.

## Portugal
Trata-se de uma subespécie presente no território português, nomeadamente em Portugal Continental e no Arquipélago dos Açores.
Em termos de naturalidade é nativa de Portugal Continental e introduzida nos Arquipélago dos Açores.

## Protecção
Não se encontra protegida por legislação portuguesa ou da Comunidade Europeia.